# NGC 296
NGC 296 este o galaxie spirală barată situată în constelația Peștii. A fost descoperită în 12 septembrie 1784 de către William Herschel.